# Градић Провиденс
Градић Провиденс (енгл. Providence) америчка је драмска серија која се емитовала на телевизијској мрежи Ен-Би-Си од 8. јануара 1999. до 20. децембра 2002.